# يانغ شاوشينغ
يانغ شاوشينغ (بالصينية: 杨超声) (22 يوليو 1993 بدونغ غوان في الصين - ) هو لاعب كرة قدم صيني في مركز الهجوم. شارك مع منتخب الصين تحت 20 سنة لكرة القدم ومنتخب الصين تحت 23 سنة لكرة القدم. أما مع النوادي، فقد لعب مع غوانغجو إفرغراند تاوباو وGuangdong South China Tiger F.C. ‏ وLiaoning F.C. ‏ ونادي ووهان.